# Jardim Aquarius
Jardim Aquarius é o nome popularmente utilizado para designar o bairro Parque Residencial Aquarius de São José dos Campos (conforme a nomenclatura de bairros oficial do município), além de pequenos loteamentos ao redor ou dentro dos limites do bairro (incluindo o Jardim Aquarius, Bosque Imperial, Jardim Altos do Esplanada, Jardim Cassiano Ricardo, Royal Park).
É o bairro mais vertical da cidade, apesar de ser também um dos bairros mais novos existentes no município.

## História
O bairro nasceu num lugar onde outrora havia fazendas de plantação de arroz e um vasto terreno particular de 1,5 milhão de metros quadrados da Ford, que planejara construir uma fábrica de caminhão no local, e que foi desapropriado pela prefeitura pelos anos de impasse. A Ford titubeava se iria construir sua fábrica em São José ou em Taubaté, enquanto criava um gargalo na região oeste da cidade após a interdição da estrada que ligava a zona oeste da cidade à Estrada Velha Rio-São Paulo, que dá acesso à Jacareí.
Em 1978, o então prefeito Ednardo José de Paula Santos desapropriou a área e abriu a Avenida Cassiano Ricardo. O Grupo Serveng-Civilsan então adquiriu e loteou a área, dando início à ocupação residencial.

## Características
O Jardim Aquarius é considerado um bairro de alto padrão, formado principalmente por edifícios residenciais e alguns condomínios fechados de casas.
Apesar de ser um bairro nobre, o crescimento e excesso de verticalização tornou o bairro foco de críticas de moradores, arquitetos e urbanistas, sendo considerado um mal exemplo de planejamento urbano. Entre os problemas causados pela quantidade e proximidade de edifícios estão a perda de privacidade dos moradores, a formação de corredores de vento, e a saturação do trânsito nas vias do bairro.
A Nova Lei de Zoneamento - LC 428/10, promulgada em 2010, estabeleceu regras para a construção de edifícios, incluindo espaçamento mínimo e limites de altura. No entanto, existe forte pressão do setor de construção civil para que essas regras sejam flexibilizadas. Em setembro de 2012, o bairro contava com 101 prédios, com outros 21 em construção.

### Zoneamento
A Nova Lei de Zoneamento - LC 428/10, que estabelece regras para ocupação residencial e comercial na cidade, incluiu a maior parte do bairro na zona ZUC5, o que significa que novos prédios deverão ter no máximo 15 andares e deverão manter espaçamento mínimo de 10 metros.

### Transporte
O Jardim Aquarius é um bairro tecnicamente bem localizado, sendo, junto com o Jardim Colinas, o bairro da Região Oeste mais próximo do centro da cidade. No entanto, apesar do bairro possuir três entradas no sentido centro-bairro (pela Rodovia Dutra e pelos dois trechos do Anel Viário de São José dos Campos), ele possui uma única saída no sentido bairro-centro, a Av. Cassiano Ricardo, que enfrenta saturação nos horários de pico. Uma proposta existente para atenuar o trânsito é a construção de uma ligação entre o bairro e o trecho sudoeste-nordeste do Anel Viário. Outra proposta era a reforma do cruzamento entre a Cassiano Ricardo e o trecho sudeste-noroeste do Anel Viário, incluindo a construção de uma ponte estaiada. Esta ideia foi, no entanto, considerada inviável em 2012. Uma ponte estaiada, com um projeto distinto do supracitado, foi construída e entregue em 2020.
O bairro é bem atendido pelo transporte público: na Av. Cassiano Ricardo passam cerca de 12 linhas de ônibus, sendo o bairro o ponto de origem e destino de algumas linhas.

### Pontos de interesse
- Praça Ulisses Guimarães, grande e bonita praça no centro do bairro, que hospeda o programa Vem Brincar, destinado a famílias com crianças, aos domingos[13]
- Espaço Engenheiro Riugi Kojima, praça inaugurada em junho de 2008, em comemoração ao centenário da imigração japonesa no Brasil, contendo um jardim japonês e um torii[14]
- Fórum de São José dos Campos
- Unidade do Carrefour
- Unidade do Atacadão
- Unidade do Pão de Açúcar
- Aquarius Center, centro empresarial com algumas lojas e serviços